# فرودگاه دره ایلنوی
فرودگاه دره ایلنوی (به انگلیسی: Illinois Valley Airport) یک فرودگاه همگانی بهره‌برداری هوایی است که یک باند فرود آسفالت دارد و طول باند آن ۱۴۶۵ متر است. این فرودگاه در شهر کو جانکشن، اورگن کشور ایالات متحده آمریکا قرار دارد و در ارتفاع ۴۲۵ متری از سطح دریا واقع شده‌است.